# Pychess

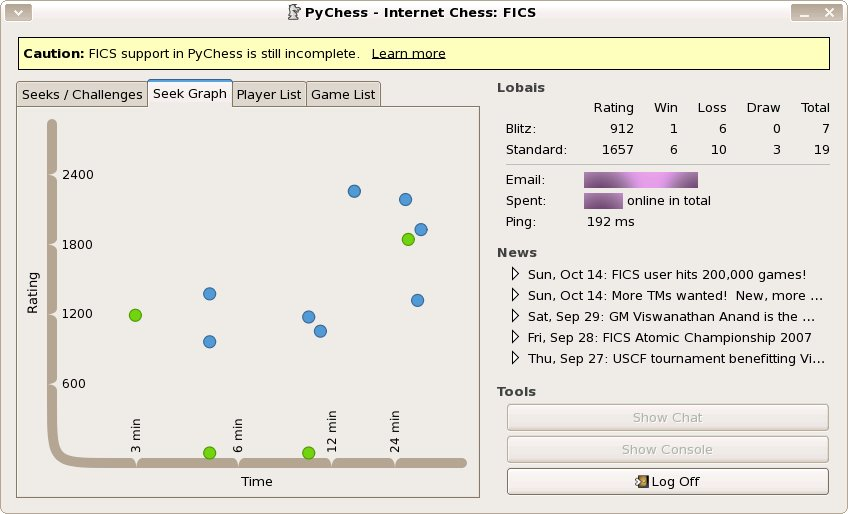
Pychess game in FICS.

A PyChess egy Thomas Dybdahl Ahle által írt sakkprogram. A PyChess program Python programnyelven megírt szabad (GPL) szoftver.
A PyChess szolgáltatásai: 
- CECP és UCI sakkmotorok támogatása
- Ingyenes online játék a FICS sakkszerveren
- PGN, EPD és FEN fájlformátumok támogatása (írás, olvasás)
- Beépített Python sakkmotor
- Lépés visszavonása és szüneteltetése
- Tábla és figura animáció
- Húzd és ejtsd
- Több játszma füles felületen
- Javaslat és súgás nyilak
- Megnyitás panel SQLite adatbázis alapján
- Állásérték panel
- Játszma beírása pgn formátumban
- Figurák jelei különböző nyelveken vagy grafikus ikonokkal
- Opcionális hangbeállítások
- Szabályos lépések kijelzése
- Könnyen kezelhető felület

## Lásd még
- GlChess